# دی‌فرمیل‌کرزول
دی‌فرمیل‌کرزول (به انگلیسی: Diformylcresol) یک ترکیب آلی با فرمول شیمیایی CH3C6H2(CHO)2OH است. مشتق ۶٬۲-دی‌فرمیلِ پارا-کرزول رایج‌ترین ایزومر است و در دمای اتاق به صورت جامد سفید رنگ است.
دی‌فرمیل‌کرزول با آمین‌ها متراکم می‌شود و دی ایمین‌هایی می‌دهد که به‌طور گسترده به عنوان لیگاندهای دو هسته‌ای مورد مطالعه قرار می‌گیرند.

## سنتز
گروه‌های فرمیل (آلدهیدها) گروه‌های غیرفعال‌کننده نسبتاً قوی برای واکنش‌های جانشینی الکترون‌دوستی آروماتیک هستند، از این رو، افزودن مضاعف به یک فنول نیازمند شرایط اجباری است. دی‌فرمیل‌کرزول ممکن است از پارا-کرزول توسط واکنش رایمر–تیمان یا واکنش داف تهیه شود.
انتظار می‌رود که واکنش مربوط به فنول منجر به فرمیلاسیون موقعیت ۴ در مقابل انتخاب ۶٬۲ شود.

## ترکیبات مرتبط
- سالیسیل آلدهید، یک فنول با تنها یک گروه فرمیل کناری